# ژاله دایی
ژاله دایی دانشمند، مدرس و کارآفرین آمریکایی-ایرانی‌تبار است. وی به عنوان استاد دانشگاه ویسکانسین مادیسون و در دانشگاه راتجرز کار کرده‌است. دایی اولین زنی بود که در هیئت مدیره بنیاد فضایی ایالات متحده خدمت کرد. وی در سال ۱۹۹۶ به عنوان یکی از زنان تأثیرگذار تکنولوژی بین‌المللی انتخاب شد.

## زندگی‌نامه
ژاله دایی شریک مدیریتی در Aurora Equity، یک شرکت سرمایه‌گذاری در پالو آلتو، کالیفرنیا است که بودجه لازم را برای راه اندازی فناوری فراهم می‌کند. او اولین زن در هیئت مدیره بنیاد فضایی ایالات متحده بود، و در سالن مشاهیر بین‌المللی زنان در فناوری در سال ۱۹۹۶ پذیرفته شد.
دایی رئیس بخش خود در بنیاد دیوید و لوسیل پاکارد، دانشگاه راتجرز، و دانشگاه ویسکانسین - مدیسون بوده‌است و مدافع زنان و دختران در علم و فناوری بوده‌است. دایی ایرانی آمریکایی و عضو بنیاد زنان ایرانی آمریکایی است.